# نيكول أبهوف
نيكول أبهوف (Nicole Uphoff) هي لاعبة أولمبية لرياضة الفروسية من ألمانيا. شاركت في الأولمبياد الصيفي في 1988–1992، وفازت بما مجموعه 4 ميداليات.

## الميداليات
| ذهب | فضة | برونز | المجموع |
| 4   | 0   | 0     | 4       |

## روابط خارجية
- نيكول أبهوف على موقع اللجنة الأولمبية الدولية (الإنجليزية)
- نيكول أبهوف على موقع أوليمبيديا (الإنجليزية)